# Infinito

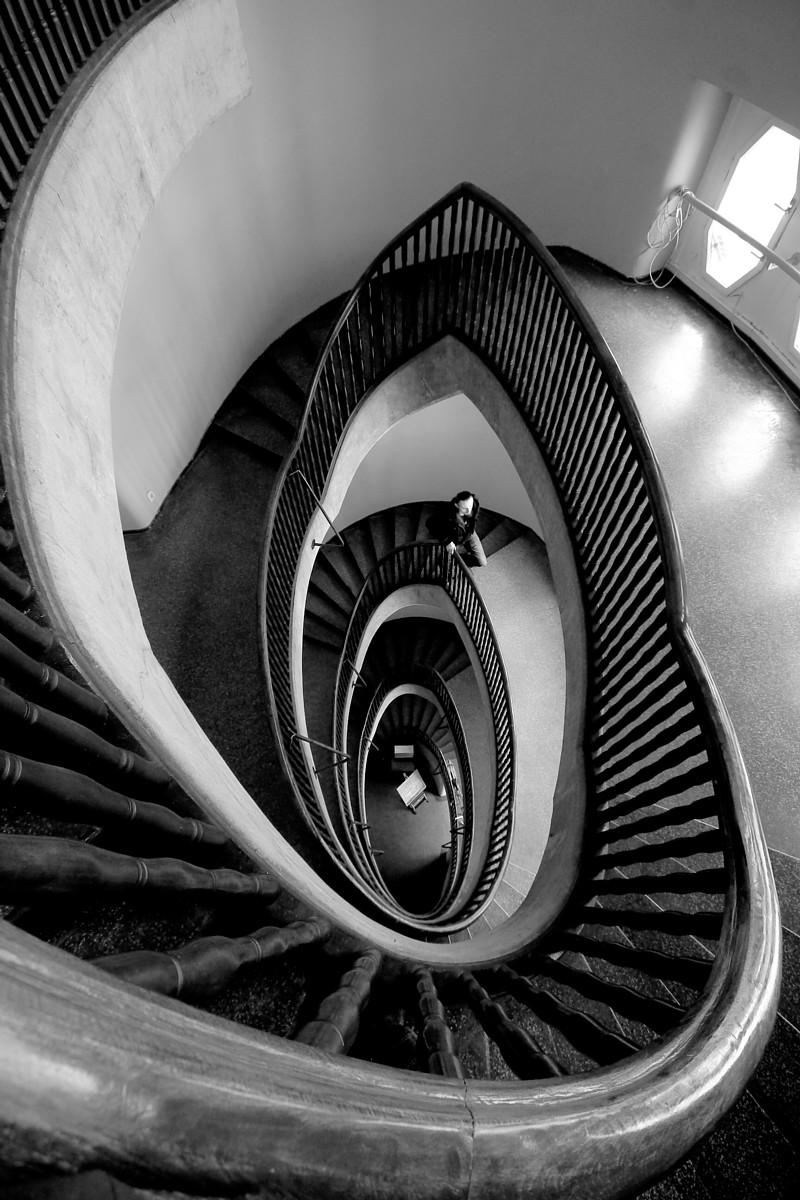
Ilusão artística de infinito, lembrando a obra de Escher.

Infinito (do latim, infinitus, símbolo: {\displaystyle {\infty }}) é a qualidade daquilo que não tem fim.
É um conceito usado em vários campos, como a matemática, filosofia e a teologia. É representado pelo símbolo ∞, e na matemática é uma noção quase-numérica usada em proposições. Mas é na matemática que o conceito tem as suas raízes mais profundas, sendo a disciplina que mais contribuiu para a sua compreensão.

## Formas de infinito

### Infinito potencial
O infinito potencial é a forma mais natural e intuitiva de conceber o infinito, sendo por isso de aceitação geral e não controversa. Nesta concepção o infinito corresponde a algo que pode ser aumentado, continuado ou estendido, tanto quanto se queira.
Um exemplo é a sequência dos números naturais: é sempre possível somar mais um, estendendo-a indefinidamente:
{\displaystyle {1;2;3;4;5;6;7;...}}
Para Platão (428 a.C.? – 347 a.C.?) o potencial de extensão era considerado limitado, finito; podia ser adjetivado de peiron (limitado, claramente determinado). O conceito de infinito propriamente dito era algo irracional, impensável, sem sentido. Inclusive pareceu natural pensar que não faria sentido que Deus tivesse tão indesejada característica.
Aristóteles (384 – 322 a.C.), discípulo de Platão, cuja doutrina marcou muitos pensadores da história, como Tomás de Aquino, também recusou a existência do infinito como algo real ou pensável. Em boa parte, isso deveu-se aos paradoxos que o conceito de infinito encerra, como mostrou Zenão, que levavam a concluir o infinito como um conceito negativo, irracional e não pensável.
Apesar disso, Aristóteles aceitou a noção de infinito absoluto, apeiron (ilimitado, ininteligível, caótico). O método dedutivo, essencial à geometria aristotélica, determina que "não podemos conhecer os objetos posteriores que não derivem de elementos primeiros". Mas estes postulados primeiros são indemonstráveis, estão fora da ciência, estando no domínio da metamatemática. São o motor imóvel - absoluto - de todo o resto: Deus. Portanto, o infinito seria algo para além da razão, mas que pode ser pensado como sendo transcendental ou no domínio do divino.:9,23
A infinidade potencial é caraterística da forma intuitiva de conceber o espaço e o tempo, mas não é evidente ou unânime se o infinito potencial será um atributo efetivo do espaço e tempo reais. Ao longo da história vários pensadores tentaram explorar e levar mais longe o conceito de infinito. Por necessidade da matemática, surgiu muito mais tarde a concepção de infinito em ato, que só foi apresentado de forma convincente no século XIX pela mão de Georg Cantor.

### Infinito absoluto
O infinito absoluto, a par do infinito potencial, foi a única outra forma de infinito tomada em linha de conta pelos pensadores durante milénios.:11
Aristóteles considera o infinito potencial, mas afirma não fazer sentido pensar a sua concretização como um todo completo, um infinito em ato. Impõe-se portanto um limite do processo de atuação, um "fim último", uma entelequia, usando o termo que os gregos introduziram na linguagem da filosofia. :13,16
Este conceito de infinito como absoluto entrou na doutrina filosófica cristã. No século XIII esta contém muitos elementos da Suma Teológica de Tomás de Aquino, o qual, por sua vez, absorvera a estrutura filosófica de Aristóteles.
A concepção do infinito aristotélico-tomista manteve-se dominante desde a civilização greco-latina até ao Renascimento. :16-17
No século XIX, Georg Cantor desafiou a visão do infinito como algo que não podia ser tratado racionalmente e desenvolveu a sua teoria dos transfinitos. Esta teoria, apesar de ter permitido aumentar a compreensão do infinito, tinha os seus próprios limites, pelo que Cantor foi levado a concluir a existência de um infinito Absoluto, que consegue estar para além de toda a criação racional.

### Infinito atual
O infinito atual, infinito real ou ainda infinito completo, é um conceito mais abstrato e controverso: faz sentido a existência por completo de uma entidade com um número infinito de elementos?
O aristotelismo nega a existência do infinito atual, que ele seja físico ou abstrato, tendo sido esta a posição dominante durante milénios. Pontualmente surgiram algumas vozes dissonantes, que admitiam pensar o infinito para lá do potencial como atual: Deus poderia ter uma natureza infinita atual, e não apenas um processo com potencial. São exemplos disso Gregório de Níssa, Nicolau de Cusa e, muito mais tarde, Georg Cantor. Em bom rigor, os pioneiros do conceito de infinito atual ainda o associavam ao apeiron - algo logicamente incoerente. Foi Cantor o primeiro a mostrar que o conceito poderia ser trabalhado de forma lógica e racional .
Na matemática, notou-se que existe uma grande diferença qualitativa entre uma sucessão potencial infinita de elementos, discretos, e a sucessão de pontos de um segmento de reta, aquilo que é chamado de linha contínua.
No primeiro caso podemos acrescentar sempre mais um elemento, dando mais um passo para o elemento seguinte. Uma sucessão é infinitamente extensível.
No caso do contínuo não faz sentido falar do elemento seguinte: entre um determinado ponto e outro posterior, tão próximo quanto se queira, é sempre possível encontrar um ponto intermédio, e assim consecutivamente, até ao infinito.
Um segmento contínuo é infinitamente divisível.
Este segundo tipo de infinito levanta grandes questões sobre o infinito potencial, pois parte-se de um todo dado (o segmento de reta) que pode conter um si uma infinidade de elementos. O infinito em ato parece ser um propriedade necessária do contínuo.
Estas propriedade do segmento de reta foram explicadas através do conceito de infinitésimo: "números" indefinidamente pequenos, menores do que qualquer número real. Este conceito tem raízes na Grécia Antiga, no atomismo de Leucipo de Mileto (século V a.C.) e seu discípulo Demócrito de Abdera (460 - 370 a.C.). O atomismo foi criticado ao longo da história, tendo sido Zenão de Eleia(495 - 430 a.C.) o protagonista de um dos mais marcantes ataques, através dos seus paradoxos.
Foi recuperado mais tarde, para servir de fundamento ao cálculo infinitesimal de Leibniz (1646 - 1716) e Newton (1643 - 1727). Apesar da sua eficácia na matemática e na física, os infinitésimos apresentavam inconsistências, presentes no facto de serem simultaneamente não-finitos e não-nulos.
Os infinitésimos acabaram por ser banidos da matemática com a formulação do cálculo diferencial e integral por Karl Weierstrass (1815-1897), que substitui o infinitésimo pelo conceito de limite.
Os infinitésimos foram mais tarde recuperados na matemática por Abraham Robinson (1918-1974), que em 1966 apresenta uma nova teoria para a análise matemática baseada nos infinitésimos, chamada de análise não-standard, que fornece um fundamento teórico para a utilização dos infinitésimos tal como Leibniz idealizou.
Georg Cantor (1845 - 1918) foi considerado como sendo o primeiro a dar um tratamento lógico e racional ao infinito atual. Criou o conceito de número transfinito, que denota a "potência" da cardinalidade de um conjunto. O primeiro transfinito, {\displaystyle \aleph _{0}} (aleph-zero) representa a "quantidade" dos números naturais, sendo por isso um infinito em ato.
Cantor mostrou que existem infinitos com diferentes potências, sendo a cardinalidade do conjunto dos números reais superior à dos números naturais e racionais.

## Paradoxos e antinomias
- Paradoxo de Russell

### Paradoxos de Zenão

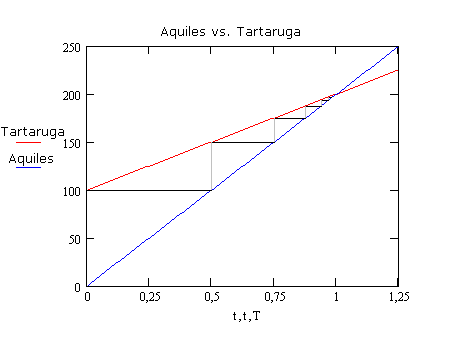
O paradoxo de Zenão envolve a noção de infinito.

Zenão de Eleia (490? - 430 a.C.?) foi um filósofo, discípulo de Parménides de Eleia. Como método de argumentação usava paradoxos para demonstrar o absurdo das teses que combatia, tendo criado vários que ficaram conhecidos até aos dias de hoje. Zenão opunha-se às teses atomistas e ao conceito positivo de infinito. Para as criticar, criou paradoxos que concluiam que a subdivisão infinita levava a uma contradição, logo não podia fazer sentido.
Os paradoxos mais conhecidos são a "Dicotomia" e "Aquiles e a tartaruga":
- Dicotomia: Um objeto, para percorrer determinada distância, precisa primeiro chegar a metade dessa distância. Para isso, precisa antes chegar a um quarto da distância, e assim indefinidamente. Logo, nunca conseguirá chegar ao seu destino, sendo o movimento impossível.
- Aquiles e a tartaruga: Aquiles corre contra uma tartaruga, sendo que a tartaruga começa dez metros adiantada, mas Aquiles corre ao dobro da velocidade da tartaruga. Quando Aquiles chega ao ponto onde a tartaruga começou, esta já avançou cinco metros. Quando Aquiles chega a esse ponto, a tartaruga voltou a adiantar-se 2,5 metros, e assim indefinidamente: Aquiles nunca consegue apanhar a tartaruga.

Este paradoxo só foi resolvido muito mais tarde, com o advento do cálculo e das séries convergentes. Com efeito, o paradoxo da Dicotomia corresponde à seguinte formalização matemática :42:
{\displaystyle {1 \over 2}+{1 \over 4}+{1 \over 8}+{1 \over 16}+\cdots +{1 \over 2^{n}}+\cdots =\lim \sum _{n=1}^{\infty }{\frac {1}{2^{n}}}=1}.

### Paradoxo de Galileu
Galileu Galilei (1564 - 1642) apresentou o paradoxo dos quadrados no seu livro Discorsi e dimostrazioni matematiche a due nuove scienze. Galileu retoma a comparação anteriormente feita por Nicolau de Cusa (1401 - 1464) entre a sequência dos números naturais e a sequência dos seus quadrados: é intuitivo dizer que existem "menos" quadrados do que naturais, pois é possível encontrar números naturais que não são quadrados. Mas, ao mesmo tempo, cada número natural tem o seu quadrado, pelo que não é correto dizer que há "menos" quadrados do que números naturais. Estamos perante um dilema. :47
Galileu expõe o raciocínio e as conclusões a que chega através de um diálogo entre três personagens - Salviati, Simplício e Sagredo (o próprio Galileu, um sábio aristotélico e um homem do senso comum). O discurso conclui:
| “ | (...) que o conjunto dos números, dos quadrados, das raízes é infinito; que o total dos números quadrados não é inferior ao conjunto dos números, nem este superior àquele. E finalmente, que os atributos igual, maior e menor não têm sentido para quantidades infinitas, mas somente para quantidades finitas. | ” |
|   | — Galileo Galilei, Discorsi e dimostrazioni matematiche a due nuove scienze. |   |

A solução encontrada para o paradoxo é que não faz sentido usar as operações de "maior" e "menor" para comparar conjuntos infinitos. E, por exclusão de partes, conclui também que se pode dizer que os quadrados são tantos quanto os naturais, pois é possível estabelecer um bijeção entre os dois conjuntos infinitos. Seria nesta ferramenta que estaria a chave para o desenvolvimento da teoria dos infinitos desenvolvida já no século XIX por Georg Cantor. :50-51
Mais recentemente, David Hilbert (1862-1943) apresentou uma outra formulação deste paradoxo, que conclui que o dobro do infinito é "igual" a infinito, conhecida por Hotel de Hilbert.

### Tempo infinito
Ver Teorema do macaco infinito e A Biblioteca de Babel.

## Na matemática
Em matemática, conjuntos infinitos foram primeiramente considerados por Georg Cantor, por volta de 1873. Cantor observou que conjuntos infinitos podem ter tamanhos diferentes, distinguindo entre conjuntos infinitos contáveis e incontáveis, e desenvolveu sua teoria de números cardinais baseado nesta observação. A matemática moderna aceita o infinito real. Por exemplo, as linhas e superfícies da geometria são interpretadas pela matemática contemporânea como conjuntos infinitos de pontos.
Certos sistemas numéricos estendidos, tais como os números surreais, incorporam os números (finitos) ordinais e os números infinitos de diferentes tamanhos.
É necessário abandonar a intuição sobre objetos finitos ao lidar com conjuntos infinitos. Isso é provado pelo paradoxo do Grand Hotel de Hilbert.

### O símbolo de infinito

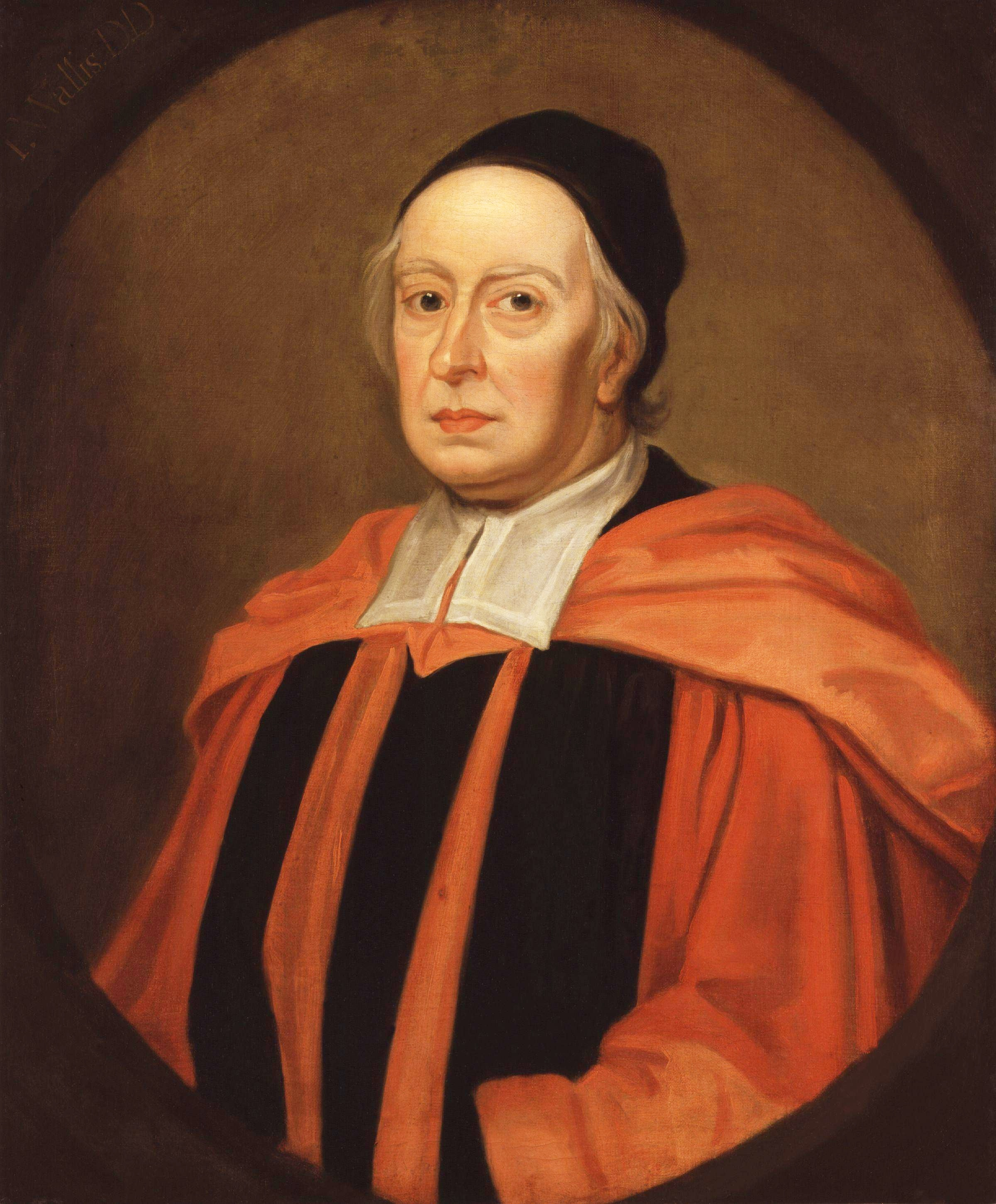
John Wallis introduziu o símbolo de infinito na literatura matemática.

O símbolo de infinito {\displaystyle \infty } é por vezes chamado de lemniscata, do latim lemniscus. John Wallis é creditado pela introdução do símbolo em 1655 no seu De sectionibus conicis. Uma conjectura sobre o porquê ter escolhido este símbolo é ele derivar de um numeral romano para 1000 que, por sua vez foi derivado do numeral etrusco para 1000, que se assemelhava a CIƆ e era por vezes usado para significar "muitos". Outra conjectura é que ele deriva da letra grega ω - Omega - a última letra do alfabeto grego. Também, antes de máquinas de composição serem inventadas, ∞ era facilmente impresso em tipografia usando o algarismo 8 deitado sobre o seu lado.
O símbolo de infinito está disponível no padrão HTML como &infin; e em LaTeX como \infty. Em Unicode, é o caractere de código U+221E (ထ), ou 8734 em notação decimal.
A curva matemática que gera o símbolo {\displaystyle \infty } é a lemniscata.
Na teoria dos conjuntos, o infinito é representado pela letra hebraica  aleph  ( {\displaystyle \aleph } ).

### Definição matemática formal
O infinito tornou-se uma ferramenta fundamental para o cálculo infinitesimal e diferencial, que apesar dos seus bons resultados práticos, não estava ainda formalmente definido de forma satisfatória para os padrões de rigor matemáticos. E sem uma definição formal sólida não era possível resolver de forma convincente os paradoxos que ainda persistiam.
Dirichlet (1805 - 1859) apresentou o princípio da gaveta, conhecido desta forma apesar de nunca ter sido publicado por este, também referido como princípio da casa dos pombos. Afirma que se tivermos mais do que n objetos arrumados em n gavetas, então há pelo menos uma gaveta com mais de um item.
De forma mais abstrata, podemos dizer: Se M é um conjunto finito, é impossível estabelecer uma correspondência de um para um de elementos de M com outros elementos de M de forma a que fiquemos com algum elemento que não tenha correspondente.
Richard Dedekind (1831 - 1916), em 1888, propôs na sua obra O que são e o que precisam ser os números uma definição de infinito, hoje conhecida como infinito de Dedekind, partindo de propriedades bem conhecidas dos conjuntos finitos, equivalente à também proposta em 1887 por Giuseppe Peano: um conjunto é infinito se existe uma função de um para um (bijeção) entre todo o conjunto e um subconjunto próprio.
Usando uma linguagem matemática, podemos dizer: Sendo M um conjunto finito, é impossível encontrar uma função de um para um com um subconjunto próprio de M. Dedekind definiu como conjunto infinito todo aquele que tem uma bijeção com um conjunto próprio, e por oposição, como conjunto finito todo aquele que não é infinito.: 335−391  

## Na física
Em física, são usados números reais aproximados para medições contínuas e números naturais para medições discretas (ou seja, contagens). No entanto, os físicos partem do princípio de que nenhuma quantidade mensurável pode ter um valor infinito, seja tendo uma precisão infinita, ou por corresponder a uma contagem de um número infinito de eventos. Por exemplo, presume-se impossível para qualquer corpo ter massa infinita ou energia infinita. Conceitos de coisas infinitas, tal como uma onda plana infinita, existem, mas não existem meios para os gerar experimentalmente.
A prática de recusar valores infinitos para quantidades mensuráveis não vem de motivações ideológicas ou filosóficas a priori. Resulta de motivações pragmáticas e metodológicas. Um dos propósitos de qualquer teoria física e científica é dar fórmulas utilizáveis que correspondem à realidade, pelo menos aproximada. Por exemplo se existisse algum objeto de massa gravitacional infinita, usar uma fórmula para calcular a sua força gravitacional conduziria a um resultado infinito, o que não teria qualquer utilidade.
Por vezes, um resultado infinito para uma quantidade física pode significar que a teoria está sendo usada para calcular numa situação em que, a teoria se aproxima do seu limite para conseguir explicar a realidade. Ou seja, ela está fundamentada em algum erro e deve ser corrigida.
Este ponto de vista não significa que o infinito não possa ser usado em física. Por uma questão de conveniência, cálculos, equações, teorias e aproximações frequentemente usam séries infinitas, funções sem limites, etc., podendo implicar quantidades infinitas. Os físicos, no entanto, requerem que o resultado final seja fisicamente significativo. Na teoria quântica de campos surgem infinidades que precisam ser interpretadas de forma a conduzir a um resultado final com significado físico, através de um processo chamado renormalização.
Existem também algumas circunstâncias teóricas onde o resultado final é infinito. Um exemplo é a singularidade na descrição dos buracos negros. Algumas soluções das equações da teoria da relatividade geral permitem distribuições finitas de massa e volume de tamanho zero, e por isso de densidade infinita. Este é um exemplo do que é chamado de uma singularidade matemática, ou um ponto onde uma teoria física deixa de funcionar. Isso não significa necessariamente a existência de infinidades físicas ; pode simplesmente significar que a teoria é incapaz de descrever adequadamente a situação. Dois outros exemplos ocorrem nas leis de força inversamente proporcionais ao quadrado da distância, na equação de força gravitacional de gravidade newtoniana e na lei de Coulomb da eletrostática. Nestas equações, quando d = 0 obtemos infinitos

## Na cosmologia
Na antigas cosmologias, o céu era considerado como uma cúpula sólida, ou firmamento. Em 1584, Giordano Bruno propôs um universo sem limites na sua obra Sobre o Infinito, o Universo e os Mundos: "existem incontáveis sóis; incontáveis terras giram em torno destes sóis de maneira semelhante à forma como os sete planetas giram em torno do nosso sol".
Os cosmólogos há muito procuram descobrir se o infinito existe no nosso universo: haverá um número infinito de estrelas? O universo tem volume infinito? O espaço continua indefinidamente? Esta é uma questão em aberto na cosmologia. De notar que a questão de ser infinito difere da questão de ter fronteiras de descontinuidade. A superfície bidimensional da terra, por exemplo, é finita, e apesar disso ainda não tem nenhuma descontinuidade. Viajando numa linha reta irá acabar por retornar ao ponto exato de partida. O universo, pelo menos em princípio, pode ter uma topologia semelhante; se viajar em linha reta através do universo, é concebível que acabe por revisitar o seu ponto de partida.
Se, por outro lado, o universo for curvado como uma esfera, mas tiver uma topologia simples, lisa, então poderia ser ilimitado e infinito. A curvatura do universo pode ser medida através de momentos multipolares no espectro da radiação cósmica de fundo em micro-ondas. Até à data, a análise dos padrões de radiação gravada pelo satélite WMAP sugere que o universo tem uma topologia simples. Isso seria coerente com um universo físico infinito. Espera-se que a sonda Planck, lançada em 2009, grave a radiação cósmica de fundo com uma precisão 10 vezes maior e dê melhores indicações sobre a questão de saber se o universo é infinito ou não.

## Na filosofia

### Argumento da regressão infinita
É uma argumentação usada em muitos ramos da filosofia, em que um raciocínio exige um precedente, que por sua vez exige outro precedente, ad infinitum. Para evitar esta regressão infinita alega-se a necessidade de um princípio fundamental não demonstrável. Esta argumentação foi usada também por Aristóteles e Platão.

## Na teologia
Desde a antiguidade que, na Índia, a religião jainista considera o mundo como sendo infinito.
As religiões monoteístas geralmente induzem a noção de infinito, mais precisamente, as noções de eternidade e de transcendência), ainda que estas  não sejam formalizadas com o detalhe que a matemática o faz.
Uma das primeiras manifestações do conceito remonta ao Egito antigo, ao período de Aquenáton, autor do culto ao deus Aton.
O conceito de transcendência está associado à noção de espaço ou tempo infinito.
Na época moderna, Cantor associou-a também ao infinito numérico, chegando a considerar que o seu trabalho sobre os números cardinais e ordinais tinha implicações teológicas.

## Nas artes

### Pintura e artes visuais

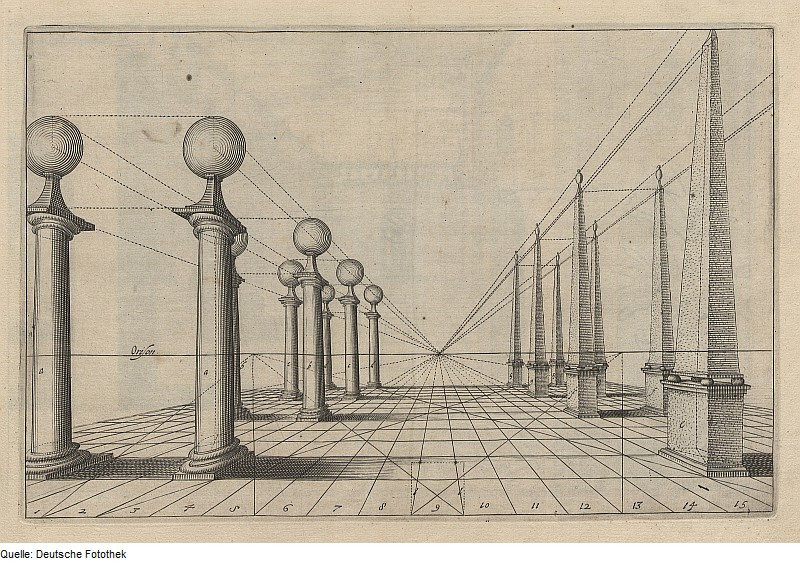
Técnica de aplicação de pontos de fuga, por Hans Vredeman de Vries (1608).

Na arte, a  perspectiva utiliza o conceito de um ponto de fuga imaginário, ou pontos no infinito, localizados a uma distância infinita do observador. Isso permite aos artistas criar pinturas que retratam de forma realística o espaço, distâncias e os objetos.
A principal diferença entre a arte da Idade Média e a do Renascimento foi a introdução da terceira dimensão. A pintura renascentista é caraterizada pelo realismo, introduzido pela perspectiva com o auxílio da matemática. Isso implicava um processo de racionalização que agradava ao pintor, pois o artista renascentista era também um cientista.

M. C. Escher é um artista que se tornou conhecido pelo interesse que os seus trabalhos despertam em matemáticos e físicos. Teve bastante sucesso a fazer representações do infinito. Fê-lo através de duas técnicas: uma foi usar dentro da imagem uma superfície não plano, como seja uma esfera, onde conseguia desenhar uma padrão que se repetia infinitamente. Outra foi usar geometrias não euclidianas, que aprendera com o matemático H.S.M. Coxeter, como é o caso dos famosos padrões com serpentes e peixes. Também não podem deixar de ser referidas as figuras "impossíveis", tais como a escadaria que, embora sendo finita, forma uma espiral sem fim. Cada detalhe parece perfeitamente normal ao abservador, no entanto a imagem global confronta a realidade.

### Literatura
O autor argentino Jorge Luís Borges destacou-se por escrever sobre temas relacionados com a filosofia e metafísica. Nos seus contos descreve labirintos, repetições cíclicas e alusões ao infinito. O seu conto "A Biblioteca de Babel" é exemplar dessa forma de escrita. Descreve um mundo constituído por uma biblioteca que teria todos os livros possíveis, discursando sobre as implicações de tal biblioteca.

## História do conceito
Os povos anteriores aos gregos, como os árabes, hindus, chineses, babilónios ou os egípcios, tinham já uma matemática desenvolvida. No entanto, esta debruçava-se exclusivamente sobre problemas do dia-a-dia, de cariz prático, como o cálculo de áreas, volumes, peso e tempo.
Não existia espaço para um termo ambíguo como o infinito, pois nada na vida do dia-a-dia era infinito. :2-3
Apesar disso, existem relatos da utilização do infinito na matemática hindu, relacionada com a utilização do zero. Brahmagupta definiu a divisão por zero como tendo resultado a/0, sem especificar o significado. Mais tarde Bhaskara II (1150) e Ganesa (1558) fizeram a ligação explícita com o conceito de infinito. Ganesa afirmou que a/0 é "uma quantidade indefinida e ilimitada, ou infinita: não possivel determinar o quão grande é. É inalterada pela adição ou subtração de quantidades finitas".

### Grécia Antiga

Método de aproximação ao número π usado por Arquimedes.

Só se sentiu a necessidade de pensar sobre o infinito quando a matemática passou de uma disciplina exclusivamente prática para uma disciplina teórica, o que veio a acontecer na Grécia Antiga, no século VI a.C.. :3
Apesar de o infinito matemático ser reconhecido por filósofos como Pitágoras, Parménides e Platão, era tomado como um conceito "negativo": algo irracional, inacessível, até mesmo intratável. :20,55
O pensamento de Aristóteles (384 - 322 a.C.) foi o que permaneceu dominante tendo uma forte influência de pensar o infinito, pela filosofia e teologia até ao século XVII.
Aristóteles nega a existência do infinito tomado como completo, quer ele seja físico ou abstrato.
O método dedutivo, central na geometria aristotélica, determina que "não podemos conhecer os objetos posteriores que não derivem de elementos primeiros". Estes postulados primeiros são indemonstráveis, estão fora da ciência, estando no domínio da metamatemática. São o "atual" de onde parte todo o "potencial".
Os eventos futuros são por isso a consequência da realização dos eventos anteriores, sendo admitido o infinito em potência, mas não faz sentido pensar o futuro como um infinito todo dado, completo, já realizado.
Impõe-se um limite do processo de atuação, um "fim último", uma entelequia, para usar o termo introduzido pelos gregos na linguagem da filosofia.
Apesar de rejeitar o infinito como algo com uma existência concreta, Aristóteles foi pioneiro ao discutir a diferença entre infinito potencial e infinito em ato.
Em contraste com a doutrina aristotélica, uma linha de pensamento opositora, o atomismo, considerava a matéria como sendo composta de uma quantidade infinita de átomos, indivisíveis, admitindo desta forma o infinito.
Eudoxo de Cnido (390 - 338 a.C) e Demócrito de Abdera (460 - 370 a.C) são considerados os fundadores do atomismo, e estabeleceram uma técnica prática, o método da exaustão, que recorria ao infinito potencial para resolver problemas matemáticos.
Este método foi incorporado por  Euclides  (360 - 295 a.C) nos seus Elementos (livros V e XII) e foi depois refinado por Arquimedes  287 – 212 a.C.), que o utilizou para descobrir resultados cuja prova faria depois através de outros métodos. :?
Em particular, foi notável á utilização por Arquimedes do método da exaustão para calcular o valor de Pi, usando aproximações graduais de poliedros a uma circunferência. Conseguir pela primeira vez apresentar um método de cálculo que permitia obter o valor de Pi com a precisão que se desejasse. Ainda assim, o método era considerado uma heurística, um técnica auxiliar, não uma ferramenta matemática de pleno direito, capaz de fazer prova. :5
Ainda na antiguidade, Plotino (205 - 270 d.C.) foi o primeiro a conceber um infinito absoluto, com semelhanças ao infinito em ato, mas que continua a estar para além do racional. Trata-se de um infinito que existe como um todo, mas é, transcendental, sendo uma caraterística do divino. Esta visão de infinito absoluto, atual mas não pensável, manteve-se na doutrina filosófica cristã, como mais tarde a obra de Gregório de Níssa (330 - 395 d.C.) também mostra. :24,28

### Idade Média
No século XIII, Tomás de Aquino, fortemente influenciado pela estrutura filosófica de Aristóteles, admitiu também a infinidade absoluta como uma característica de Deus, mas considera o infinito em ato como não sendo admissível na "criação", no mundano. :278 Esta concepção do infinito aristotélico-tomista manteve-se dominante desde a civilização greco-latina até ao Renascimento.
Nicolau de Cusa (1401 - 1464), já no final da Idade Média, introduz uma forma de pensar "prius inaudita" - nunca antes vista. Abandona a ideia de infinito como algo não pensável e transformou-o num conceito científico, que podia ser usado em matemática desprendido da sua carga teológica. Argumenta que o infinito tem uma forma única, que não pode ser medido em termos de "maior" ou "menor". Compreendeu que os inteiros são tantos quantos os quadrados dos inteiros, apesar de os últimos serem "menos" que os inteiros. Aos fenómenos contraintuitivos do infinito chamou de Coincidentia Oppositorum - a coincidência dos opostos. Este discernimento abriu portas a um novo espaço conceptual que viaria a ser aproveitado por figuras como Galileu Galilei, Bernard Bolzano, Georg Cantor, Kurt Gödel e Gerhard Gentzen. :38

### Renascimento
Giordano Bruno (1548 - 1600) foi uma voz discordante da doutrina aristotélico-tomista dominante. Na sua obra de 1584, Sobre o Infinito, o Universo e os Mundos discute as consequências filosóficas da substituição do modelo do mundo de Nicolau Copérnico (1473 - 1543), fechado por uma esfera exterior, pelo modelo de Thomas Diggs (1546 - 1595), que questionava a existência dessa esfera. Bruno defende a existência do infinito não transcendental e discute a argumentação finitista de Aristóteles e Tomás de Aquino.
Galileu Galilei (1564 - 1642), atomista e contra a tradição aristotélica dominante, deu um passo ousado ao afirmar claramente a possibilidade de divisão de um segmento de reta numa infinidade de elementos "primeiros", não quantos, isto é, sem extensão: "(a subdivisão) pressupõe que as partes são infinitas, porque de contrário a subdivisão seria terminável; e o serem partes infinitas, extrai-se como consequência do serem não quantas". Apesar de ousado na filosofia, Galileu era prudente como matemático, e não deu o passo seguinte de aceitar o infinito em ato como parte da matemática.
Com base nas ideias de Galileu, os seus discípulos desenvolveram a "geometria do indivisível", que foi fundada por Bonaventura Cavalieri (1598–1647) e desenvolvida por Evangelista Torricelli (1608 - 1647). John Wallis (1616 - 1603), autor de Arithmetica Infinitorum (1656), foi o terceiro grande nome do método dos indivisíveis, que seria a premissa para o desenvolvimento do cálculo infinitesimal (ou diferencial).
Gottfried Leibniz (1646 - 1716) publicou a primeira exposição do cáclulo diferencial em 1664, na Acta Eruditorum, no ensaio Nova methodus pro maximis et minimis, itemque tangentibus (novo método para achar os máximos e mínimos, assim como as tangentes). Em paralelo e de forma independente, Isaac Newton (1642 - 1727) desenvolveu um método equivalente, mas que só foi publicado em 1687, no Philosophiae naturalis principia mathematica.
Esta descobertas independentes geraram uma disputa azeda sobre a autoria, que chegaram a ter contornos políticos derivados do prestígio para os seus países, Alemanha e Grã-Bretanha. Os métodos de Leibniz e Newton marcaram o triunfo do infinito na matemática, mas restava ainda muita controvérsia sobre a natureza destes infinitesimais. São mesmo zero? São átomos muito pequenos mas maiores que zero? A expressão mais acutilante desta questão foi a do bispo George Berkeley (1685 - 1753), que em 1753 publicou uma obra satirizando e ridicularizando os fundamentos do cálculo infinitesimal. :13

### Idade Contemporânea
Bernard Bolzano (1781 - 1848) mostrou que a maioria das antinomias do infinito podiam ser reduzidas a paradoxos (algo que parece contraditório ao senso comum, mas não o é efetivamente) através de raciocínio lógico. :42
Georg Cantor (1845 - 1918) foi o primeiro a conseguir um tratamento racional e matemático do infinito, e a afirmar o infinito atual como objeto pensável e tratável de forma racional, e contra a filosofia de Kant, que prevalecia na época.
Até esse momento, o conceito de infinito atual tinha sido rejeitado por grandes pensadores como Galileu, Leibniz, Newton e até mesmo Gauss, devido às dificuldades geradas pelas suas contradições.
Cantor terá se inspirado no trabalho de Nicolau de Cusa, a quem se refere em notas de rodapé em Grundlagen, e caraterizou o infinito pela sua cardinalidade. Chamou conjunto contável aos conjuntos infinitos para os quais é possível estabelecer uma correspondência biunívoca de todos os seus elementos com o conjunto de todos os números naturais. A essa correspondência chama-se equipotência.
Cantor mostrou que os números racionais são contáveis, mas que os números reais não. Através do seu argumento de diagonalização provou por absurdo que não é possível estabelecer essa correspondência. Os números reais são "mais infinitos" que os naturais, ou dizendo melhor, têm uma cardinalidade superior. Correspondem a uma ordem de infinito superior à dos naturais.
Cantor estabeleceu a existência de uma escala ordenada de potências de infinito, potencialmente infinita, o que levantava a questão da existência ou não de um infinito absoluto, superior a todo e qualquer infinito. Esse conceito parece estar para além do racional.